# Новое Архангельское
Новое Архангельское — деревня в Плавском районе Тульской области в составе Молочно-Дворского сельского поселения

## География
Деревня находится в юго-западной части Тульской области на расстоянии приблизительно 19 км на юг по прямой от города Плавск, административного центра района, примыкая с севера к селу Ново-Никольское.

## История
В конце 1930-х годов здесь было учтено 29 дворов.

## Население
Постоянное население составляло 19 человек (русские 95 %) в 2002 году, 13 в 2010.